# خودکلیشه‌سازی
خودکلیشه‌سازی اصطلاحی است در روان‌شناسی اجتماعی که به عنوان بخشی از فرضیه خود طبقه‌بندی مطرح شده ‌است و در واقع توصیف کننده فرایندی است که، در طی آن شخص تصویری که از خود می‌بیند بیشتر سازگار با کلیشه‌هایی می‌شود که در ارتباط با عضویت او در یک گروه اجتماعی وجود دارد. خود - کلیشه سازی را شاید بتوان نتیجه مسخ شخصیت دید، که در آن شخص خود را به جای فرد برجسته در گروه می‌گذارد.
اگر چه به صورت معمول، خودپنداری فعال انسان ترکیبی است از هویتی که در طی شرایط بروز می‌کند و به صورت مستمر در دسترس است، پدیده خود - کلیشه سازی باعث می‌شود که خودپنداری فعال شخص بیشتر به کلیشه‌های شخصیتی یک فرد برجسته در گروه شباهت پیدا کند. به این صورت که، با خود - کلیشه سازی، شخصی که عضو یک گروه است، ممکن است از طریق بروز رفتارهایی که مخصوص به آن گروه است، شروع به گرفتن خصوصیات آن گروه کند. در واقع با نشان دادن چنین خصوصیاتی، فرد احساس می‌کند که بیشتر با نیازها و نگرش آن گروه هماهنگ شده‌است.
بزرگ شدن هویت اجتماعی فرد می‌تواند به طور مستقیم روی افول هویت شخصی او تأثیر بگذارد. در اصل، احساس فرد برای انطباق با اهداف گروه و هویت درک شده از آن، تبدیل به مسئله‌ای مهم تر می‌شود وقتی که صحبت عقاید و رفتار به میان می‌آید. با در نظر گرفتن این تمایز، خود - کلیشه سازی منعکس کننده دیدگاه‌های قراردادی در یک گروه است که به صورت کلی توسط اعضای گروه پذیرفته می‌شود.